# Enonkoski
Enonkoski es un municipio de Finlandia. Se localiza aproximadamente a 30 kilómetros al norte de Savonlinna en la provincia de Finlandia Oriental y es parte de la región de Savonia del Sur.

## Historia
Enonkoski fue fundado en 1882. Antes de eso fue parte de Kerimäki y Heinävesi. La principal razón para la fundación de una iglesia de Enonkoski sucedió en 1858. Enonkoski no poseía su propia iglesia, y los domingos la gente tenía que remar a la iglesia de Kerimäki. En 1858 se produjo un accidente durante un viaje en el lago Ylä-Enonvesi, que provocó el fallecimiento de ocho personas. Después de eso, un hombre de negocios de nacionalidad rusa, el líder de una fábrica de vidrio de Enonkoski y un aserradero decidieron construir una iglesia en Enonkoski. Él es acusado de haber dicho: "Las personas en Enonkoski no tienen por qué seguir ahogándose en sus viajes a la iglesia". La iglesia de madera fue construida al año siguiente, pero fue destruida por un incendio en 1884. Una nueva iglesia de madera, que todavía está en uso, fue construida en 1886.

## Lenguaje
El idioma oficial del municipio es el finés.
También se puede encontrar una minoría rusa.

## Religión
La mayoría de la población que habita en Enonkoski son are evangélicos luteranos. Poseen una iglesia en el centro de Enonkoski, construida en 1886. El único Monasterio Evangélico Luterano, la Comunidad Protestante Monástica, se ubica en Enonkoski.

## Pueblos
Hanhijärvi, Ihamaniemi, Joutsenmäki, Karvila, Laasala, Makkola, Muhola, Paakkunala, Parkumäki, Simanala, Suurimäki y Vuorikoski son los pueblos de Enonkoski.